# Slag bij de Hellespont (324)

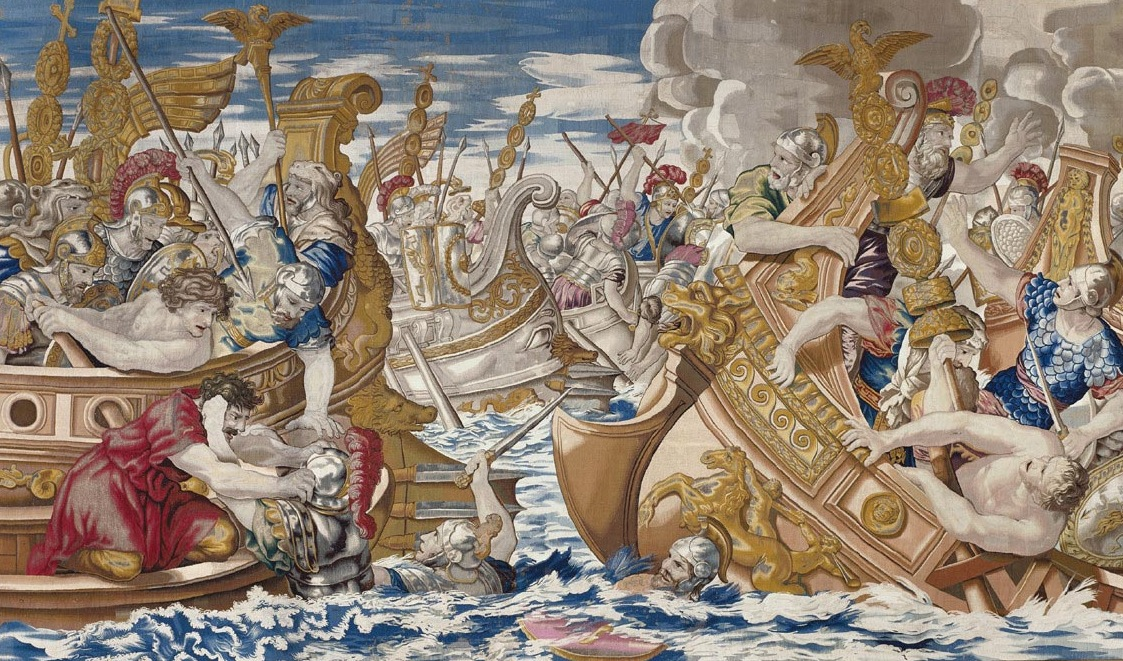
Tapijt dat de slag uitbeeldt

De Slag bij de Hellespont of de Zeeslag bij Kallipolis vond plaats op 3 juli 324 tussen de vloot van de Romeinse keizer Constantijn I, geleid door Flavius Julius Crispus, en een grote vloot die loyaal was aan Licinius. De kleine vloot van Crispus behaalde de overwinning. De slag vond plaats in de buurt van de Hellespont (nu de Dardanellen) in het noordwesten van Turkije.

## Achtergrond
De oorlog tussen Constantijn en Licinius begon als gevolg van conflicten over macht en territoriale aanspraken in het Romeinse rijk. Licinius, de keizer van het oostelijke deel van het rijk, werd door Constantijn, keizer van het westelijke deel, uitgedaagd voor de controle over de hele Romeinse wereld.

## Overwinning voor Constantijn
De strijd bij Hellespont was een belangrijke overwinning voor Constantijn, die de controle over de Hellespont veiligstelde en de vloot van Licinius versloeg. De slag maakte de weg vrij voor Constantijn om zijn controle over het oostelijke deel van het rijk te versterken en uiteindelijk de enige heerser van het Romeinse rijk te worden.

## Bron
- https://byzantium.gr/battle.php?byzbat=b4_05